# Gamla Bo
Gamla Bo är en småort i  Bosjöklosters socken i Höörs kommun beläget på näset mellan Östra och Västra Ringsjön i mellersta Skåne. 
Orten benämns lokalt som Gamla Boo, det vill säga med två o. 
Platsen är en gammal jordbruksbyggd med rikliga fynd från stenåldern och som under 1930–1940-talen delvis avstyckades från Bosjöklosters gods som fritidsområde. Numera består orten dock mest av åretruntbebyggelse.